# Rolling Meadows (Alberta)
Rolling Meadows est une communauté située dans la province d'Alberta, dans le centre.